# Gli occhi del musicista
Gli occhi del musicista è un album di Enrico Ruggeri, pubblicato nel 2003 dall'etichetta discografica Anyway/Columbia, distribuita dalla Sony Music.

## Il disco
I brani sono inediti, ad eccezione delle tre bonus tracks finali: Nessuno tocchi Caino, interpretata in duetto con Andrea Mirò e presentata al Festival di Sanremo 2003, Primavera a Sarajevo, proposta all'edizione precedente della manifestazione, ed I naviganti, inclusa, insieme al precedente brano, nella ristampa dell'anno precedente de La vie en rouge.
In copertina si vede il volto di Ruggeri oscurato da un'ombra.

## Tracce
CD (Anyway 513968 2)
1. Gli occhi del musicista - 3:45
2. Morirò d'amore - 4:14
3. La preghiera del matto - 4:32
4. A un passo dalle nuvole - 3:49
5. Lunga è la notte - 4:18
6. Il matrimonio di Maria - 3:04
7. Turnover - 3:49
8. La confessione  - 4:21
9. Fuori piove - 4:14
10. Uccidimi - 4:14
11. La spina - 3:54
12. Andiamo - 3:15

Bonus tracks
1. Nessuno tocchi Caino (con Andrea Mirò) - 4:12
2. Primavera a Sarajevo - 3:47
3. I naviganti - 3:47

## Formazione
- Enrico Ruggeri – voce
- Luigi Schiavone – chitarra acustica, chitarra elettrica, slide guitar
- Davide Brambilla – fisarmonica, cori, tromba, trombone
- Pino Di Pietro – organo Hammond, cori, tastiera, percussioni, pianoforte, tamburello
- Lorenzo Poli – basso, cori, contrabbasso
- Marco Orsi – batteria
- Andrea Mirò – violino, cori
- Massimo Oldani – trombone
- Stefano Marinoni – sax
- Claudia Lissoni – corno

## Classifiche
| Classifica (2012) | Posizione raggiunta |
| ----------------- | ------------------- |
| Italia            | 7                   |